# Jean-Pierre Berthe
Pour les articles homonymes, voir Berthe.
Jean-Pierre Berthe, né à Prades (Pyrénées-Orientales) le 1er mai 1926 et mort à Paris 14e le 10 août 2014, est un historien français, spécialiste de l’Amérique ibérique des XVIIe et XVIIIe siècles.

## Biographie
Issu d'une famille de vignerons et de petits fonctionnaires implantée de longue date en Catalogne française, il fait ses études secondaires à partir d’octobre 1937 au collège de Perpignan, jusqu’au baccalauréat en 1944. Plusieurs événements marquent sa jeunesse . Il rencontre dans la montagne un couple d’Allemands anti-nazis qui animent un centre d’accueil pour orphelins de guerre d’Espagne et qui lui ouvrent leur bibliothèque. Au collège, son professeur d’histoire, André Marez, est ami de jeunesse de Fernand Braudel.
À partir de l’automne 1944 il prépare le concours de l’École normale supérieure, d’abord au lycée Pierre-de-Fermat à Toulouse, puis à Paris au lycée Louis-le-Grand. En 1948 il décide de se préparer en même temps au concours de l’École Nationale d’Administration (où il est reçu en 1950) et à celui de l’agrégation d’histoire (où il est reçu en 1951). Il doit choisir et abandonne alors la carrière de la haute administration pour celle de l’enseignement.
C’est quand il est élève à l’Institut d’études politiques de Paris, en 1949, qu’il découvre directement l’histoire : un livre d’histoire démographique de Philippe Ariès. L’année suivante, préparant son mémoire de « maîtrise » sur la Catalogne au XIXe siècle, il découvre l’ouvrage de Fernand Braudel La Méditerranée. Il découvre en même temps les classiques de l’époque de la géographie humaine française (Jules Sion, Jean Brunhes, Albert Demangeon).
À l’automne 1948, Berthe jeune marié avait pris un premier contact avec Fernand Braudel, et suivi des conférences de celui-ci sur l’Amérique latine. Si dès 1947 il avait été ébloui par le film mexicain María Candelaria, c’est plus sérieusement la lecture en 1949 du numéro spécial de la revue Annales ESC sur l’Amérique latine qui l’a incité à partir vers le Mexique au début de 1953, plutôt que vers le Maghreb, où Braudel l’incitait à aller. Il y a enseigné l’histoire au Lycée franco-mexicain de Mexico jusqu’en 1960.
C’est dans ce cadre que Berthe a exploré les archives mexicaines, pour mener des recherches sur l’histoire économique et sociale de la Nouvelle Espagne. Son arrivée au Mexique correspond au moment où le directeur de l’Institut Français d’Amérique latine (IFAL) à Mexico, François Chevalier (1914-2012), organise chaque année une Mesa Redonda de Historia Social Mexicana (Table ronde d’histoire sociale mexicaine) où sont invités des intellectuels mexicains (surtout historiens et anthropologues) aussi bien que des intellectuels étrangers de passage dans la capitale mexicaine. Berthe joue dans cette Mesa redonda un rôle important de secrétaire général, en même temps qu’il enseigne à l’IFAL. C’est ainsi que, non sans quelques rivalités sans doute, deux des trois historiens français travaillant en France sur l’Amérique Latine dans les années 1960 ont approfondi l’histoire de la Nouvelle Espagne, l’aîné disciple de Marc Bloch, le cadet disciple de Fernand Braudel [l’autre disciple de Braudel s’occupant d’Amérique Latine fut le brésilianiste Frédéric Mauro (1921-2001].
De retour à Paris, Berthe travaille quelques années au Département Amériques des Affaires culturelles au Ministère des Affaires Étrangères, avant d’être recruté comme « maître assistant » à la 6e section de l’École pratique des hautes études dont Fernand Braudel est le directeur. Il fait toute sa carrière dans cette section qui en 1975 devient École des hautes études en sciences sociales, où il accédera au grade de directeur d’études jusqu’à sa retraite en 1991.
L’histoire latino-américaine occupait alors une place négligeable dans les universités françaises, et à peine supérieure dans les institutions de recherche plus spécialisées. Maintenant des relations avec les universités du monde hispano-américain, Berthe a eu plus de disciples dans ces pays qu’en France. Il a très vite localisé son enseignement à l’Institut des Hautes Études d’Amérique Latine (IHEAL), dont le directeur, Pierre Monbeig, souhaitait attirer chercheurs et enseignants. D’autant plus que cet IHEAL ne disposait que de très peu de personnels qui lui soit propre. Si bien que dès que cette institution fut en mesure de créer une revue, ces Cahiers des Amériques Latines se développèrent sous la direction de Berthe à partir de 1968 : il en fut le directeur jusqu’en 1984, luttant pour assurer la parution, certes irrégulière, de cette publication qui témoignait de l’originalité et du dynamisme de l’IHEAL. C’est alors Guy Martinière qui, dans une conjoncture plus favorable, a réorganisé cette revue.
L’IHEAL a connu de 1969 à 1981 de graves difficultés administratives et budgétaires, à une époque où le système universitaire français faisait face à l’urgence d’une croissance très rapide du nombre des étudiants et où un Institut qui accueillait principalement des étudiants étrangers, originaires d’une aire culturelle dans laquelle la France ne voyait pas d’intérêts stratégiques, ne pouvait jouir d’aucune priorité. C’est dans ces conditions que Berthe a épaulé Pierre Monbeig comme directeur adjoint entre 1970 et 1976, avant de lui succéder de 1977 à 1981. Grâce à son sens de la négociation, à sa connaissance des mécanismes de l’administration universitaire, l’IHEAL a survécu. Hélène Rivière d’Arc a été l’adjointe de ce directeur. Grâce à cela l'IHEAL pu être recomposé à partir de 1982 sous la direction de Jacques Chonchol.
L’œuvre scientifique de Berthe est concentrée sur les économies et les sociétés de l’Amérique ibérique des XVIIe et XVIIIe siècles, avant tout pour la Nouvelle Espagne. À part les synthèses publiées dans l’Encyclopaedia Universalis (édition de 1980), ses travaux sont à retrouver sous forme d’articles dans un grand nombre de revues spécialisées ou autres publications collectives, principalement en français, mais il est heureux que l’essentiel de ces textes ait été regroupé, en traduction espagnole, dans un volume : 1994 Estudios de historia de la Nueva España : de Sevilla a Manila, Universidad de Guadalajara/Centre d’Études Mexicaines et Centraméricaines, série « Colección de documentos para la historia de Jalisco » 3, Mexico, 318 p.